# 塞利謝 (赫米利尼克區)
49°50′2″N 28°55′5″E / 49.83389°N 28.91806°E
塞利謝（烏克蘭語：Селище），是烏克蘭的村落，位於該國西南部文尼察州，由赫米利尼克區赫盧希夫齊市鎮管轄，始建於1946年，面積1.52平方公里，海拔高度240米，2001年人口243，人口密度每平方公里159.45人。